# Muara Batang Empu
Muara Batang Empu is een bestuurslaag in het regentschap Musi Rawas van de provincie Zuid-Sumatra, Indonesië. Muara Batang Empu telt 942 inwoners (volkstelling 2010).